# KFNB IIa
Die KFNB IIa war eine Heißdampf-Schnellzug-Schlepptenderlokomotive der Kaiser Ferdinands-Nordbahn (KFNB).
Die Wiener Neustädter Lokomotivfabrik lieferte 1907 acht Stück Zweizylinder-Heißdampf-Lokomotiven der Bauart 2C an die KFNB.
Die Maschinen wurden als Reihe IIa bezeichnet und hatten die Nummern 1001–1008.
Sie sollten die KFNB IId (kkStB 308) ablösen, da diese für die steigenden Zugsgewichte zu schwach war.
Ursprünglich war eine 2'C1 4v-Maschine geplant gewesen.
Man entschied sich jedoch nach preußischem Vorbild (P 8) für eine 2C-Lokomotive mit Überhitzer.
Da man zu dieser Zeit in Österreich mit Heißdampfmaschinen noch wenig Erfahrung hatte, gab es im Betrieb viele Schwierigkeiten,
die nach und nach behoben wurden.
Nach der Verstaatlichung der KFNB 1906 übernahmen die k.k. österreichischen Staatsbahnen (kkStB) die acht Maschinen und gaben ihr die Reihenbezeichnung 111.
Sie wurden aber in ihrem angestammten Bereich durch die Reihe kkStB 210 ersetzt.
Die 111er standen dann je zur Hälfte in Wien und in Prerau im Einsatz.
Nach dem Ersten Weltkrieg kamen alle acht Maschinen zur ČSD, die sie als Reihe 365.1 einordnete und bis 1958 ausmusterte.